# Sveti Jernej, Slovenske Konjice
Sveti Jernej este o localitate din comuna Slovenske Konjice, Slovenia, cu o populație de 151 de locuitori.